# Halloween III
Halloween III este un film american științifico-fantastic de groază din 1982 și al treilea din seria de filme Halloween. Este primul film scris și regizat de Tommy Lee Wallace. John Carpenter și Debra Hill, creatorii primelor două filme, Halloween (1978) și Halloween II (1981), revin ca producători.

## Distribuție
- Tom Atkins - Dr. Dan Challis
- Stacey Nelkin - Ellie Grimbridge
- Dan O'Herlihy - Conal Cochran
- Michael Currie - Rafferty
- Ralph Strait - Buddy Kupfer
- Jadeen Barbor - Betty Kupfer
- Brad Schacter - Buddy Kupfer Jr.
- Garn Stephens - Marge Guttman
- Al Berry - Harry Grimbridge
- Wendy Wessberg - Teddy
- Essex Smith - Walter Jones
- Nancy Kyes - Linda Challis
- Jonathan Terry - Starker
- Maidie Norman - Asistenta Agnes
- Paddi Edwards - Secretar
- Joshua John Miller - Willie Challis
- Michelle Walker - Bella Challis
- Dick Warlock - Asasin Android
- Nick Castle - Michael Myers (imagini de arhivă, necreditat)
- Jamie Lee Curtis - The Voice of The Curfew Anouncer / Voice of The Telephone Service Provider / Laurie Strode (actor de voce, imagini de arhivă, necreditat)